# 欽定秘殿珠林
《欽定秘殿珠林》，清朝宮廷收藏之佛教与道教题材書畫著錄。
乾隆八年由张照、梁诗正、励宗万、张若霭等奉敕编，次年成書，卷首有凡例、總目，各卷前有細目，與《石渠寶笈》是姐妹之作，乾隆五十八年又增補《秘殿珠林石渠寶笈》續編，由王杰、董诰、彭元瑞、金士松等奉敕编，但不再分宗教与非宗教题材。嘉庆年间又完成《秘殿珠林石渠寶笈》三編，由英和、黄钺、姚文田、吴其彦等奉敕编，內容豐富，有“貫休十八羅漢圖卷”、“清莊豫德摹貫休補盧楞伽十八應真冊”等重要作品，成書僅兩套，深藏宮中。今分藏北京故宮博物院和台北國立故宮博物院。